# Chelonus erratus
Chelonus erratus är en stekelart som först beskrevs av Vladimir Ivanovich Tobias 1999.  Chelonus erratus ingår i släktet Chelonus och familjen bracksteklar. Inga underarter finns listade i Catalogue of Life.